# Cannonball Adderley Quintet in Chicago
Cannonball Adderley Quintet in Chicago è il dodicesimo album di Julian Cannonball Adderley, pubblicato dalla Mercury Records nel 1959.
Il disco uscì (nel 1964) anche con il titolo di "Cannonball & Coltrane" con gli stessi brani (anche con lo stesso ordine numerico). 

## Tracce
Lato A
1. Limehouse Blues – 4:39 (Douglas Furber, Philip Braham)
2. Stars Fell on Alabama – 6:15 (Frank Perkins, Mitchell Parish)
3. Wabash – 5:44 (Julian Cannonball Adderley)

Durata totale: 16:38
Lato B
1. Grand Central – 4:33 (John Coltrane)
2. You're a Weaver of Dreams – 5:31 (Victor Young, Jack Elliott)
3. The Sleeper – 7:15 (John Coltrane)

Durata totale: 17:19

## Musicisti
Cannonball Adderley Quintet
- Julian Cannonball Adderley - sassofono alto, leader
- John Coltrane - sassofono tenore (non suona nel brano A2)
- Wynton Kelly - pianoforte
- Paul Chambers - contrabbasso
- Jimmy Cobb - batteria